# 岩手県下水道公社
公益財団法人岩手県下水道公社（こうえきざいだんほうじんいわてけんげすどうこうしゃ）は、岩手県の公益財団法人。1987年（昭和62年）4月1日設立。

## 設立の趣旨
岩手県及び県内市町村の下水道行政を支援するため、下水道の普及啓発や下水道施設の管理運営等の支援事業を行い、もって県民の衛生的で快適な居住環境の改善及び公共用水域の水質の保全に寄与することを目的とする。

## 事業内容

### 公益目的事業
- 下水道の普及啓発事業
- 下水道施設の管理運営支援事業
- 下水道技術者育成事業
- 下水道に関する調査研究事業
- 排水設備工事責任技術者の資格認定事業
- その他公社の公益目的を達成するために必要な事業

### 収益事業
- 下水道施設整備支援事業
- アセットマネジメント支援事業
- その他前号に掲げる事業に関連する事業

## 所在地

### 本社
岩手県盛岡市東見前3地割10番地2